# Yun Hyon-seok
En aquest nom coreà, el cognom és Yun.
Yun Hyon-seok (7 d'agost de 1984 - 26 d'abril de 2003) era un poeta i escriptor gai, activista dels drets humans i activista dels drets LGBT a Corea del Sud. el seu malnom era Yook Woo-dang, Seolheon, Midong.